# Назім Сангаре
Назім Сангаре (тур. Nazim Sangaré, нар. 30 травня 1994, Кельн) — турецький футболіст гвінейського походження, захисник клубу «Фатіх Карагюмрюк».

## Клубна кар'єра
Народився 30 травня 1994 року в німецькому місті Кельн в родині туркені Айсе та гвінейця Ібрагіма. Розпочав займатись футболом у невеликих місцевих клубах «Вікторія» (Торр) та «Бедбургер», а 2008 проку потрапив в академію «Алеманії» (Аахен). В 2012 році Сангаре перейшов в «Боруссію» (Менхенгладбах), де провів сезон в молодіжній команді, після чого повернувся в «Алеманію» в 2013 році. Там в свій дебютний сезон на дорослому рівні Назім зіграв 21 матч і забив один гол у Регіоналлізі, а також грав за резервну команду у середньорейнській лізі.
У 2014 році Сангаре перейшов в дюссельдорфську «Фортуну», однак пробитися в основну команду не зміг і протягом двох сезонів продовжував виступати в Регіоналлізі за фарм-клуб.
У 2016 році підписав дворічний контракт з клубом Третьої німецької ліги «Оснабрюком». Дебютував у третьому дивізіоні 10 серпня 2016 року у грі проти дублюючого складу клубу «Майнц 05», вийшовши на гру на 74-й хвилині і через дві хвилини забивши гол, який приніс його команді нічию 2:2. У новій команді швидко став основном гравцем і передостанній день трансферного періоду в серпні 2017 року перейшов до клубу турецької Суперліги «Антальяспор». Станом на 6 червня 2020 року відіграв за команду з Анталії 69 матчів в національному чемпіонаті.

## Виступи за збірну
Вперше був викликаний до складу національної збірної Туреччини в травні 2019 року на товариські матчі зі збірними Греції і Узбекистану. Дебютував за збірну 30 травня, у свій день народження, відігравши повний матч проти збірної Греції (2:1).
| Дата       | Місто            | Господарі | Результат | Гості     | Турнір                               | Голи | Примітки |
| ---------- | ---------------- | --------- | --------- | --------- | ------------------------------------ | ---- | -------- |
| 30-5-2019  | Анталія          | Туреччина | 2 – 1     | Греція    | товариський матч                     | -    |          |
| 17-11-2019 | Андорра-ла-Велья | Андорра   | 0 – 2     | Туреччина | Відбір до ЧЄ 2020                    | -    |          |
| 6-9-2020   | Белград          | Сербія    | 0 – 0     | Туреччина | Ліга націй УЄФА 2020-2021 - 1-й етап | -    | 46'      |
| 7-10-2020  | Кельн            | Німеччина | 3 – 3     | Туреччина | товариський матч                     | -    |          |
| 11-11-2020 | Стамбул          | Туреччина | 3 – 3     | Хорватія  | товариський матч                     | -    |          |
| 18-11-2020 | Будапешт         | Угорщина  | 2 – 0     | Туреччина | Ліга націй УЄФА 2020-2021 - 1-й етап | -    |          |
| Усього     |                  | Матчів    | 6         |           | Голів                                | 0    |          |